# La Sonnaz
La Sonnaz is een gemeente in het Franstalige gedeelte van het Zwitserse kanton Fribourg in het district Sarine. De gemeente ligt in het dal van de Sonnaz.
Het bestaat uit de kernen Formangueires, Lossy, La Corbaz en Cormagens. De gemeente is ontstaan na een fusie in 2004 van de gemeentes van Lossy-Formangueires, La Corbaz en Cormagens. De gemeentenaam is ontleend aan het riviertje Sonnaz, dat door de gemeente loopt. De gemeente telt 1.129 inwoners.
De oppervlakte is 678 ha (6.78 km²) en het ligt op ongeveer 600 meter hoogte.
De trein van Fribourg naar Murten loopt over het gebied van de gemeente. De belangrijkste economische activiteit bestaat uit veeteelt en landbouw.
De gemeente wordt omringd door de gemeentes van Belfaux, Granges-Paccot, Givisiez, Misery-Courtion, Barberêche en Düdingen. De gemeente grenst aan het Schiffenenmeer, een stuwmeer.

## Externe link

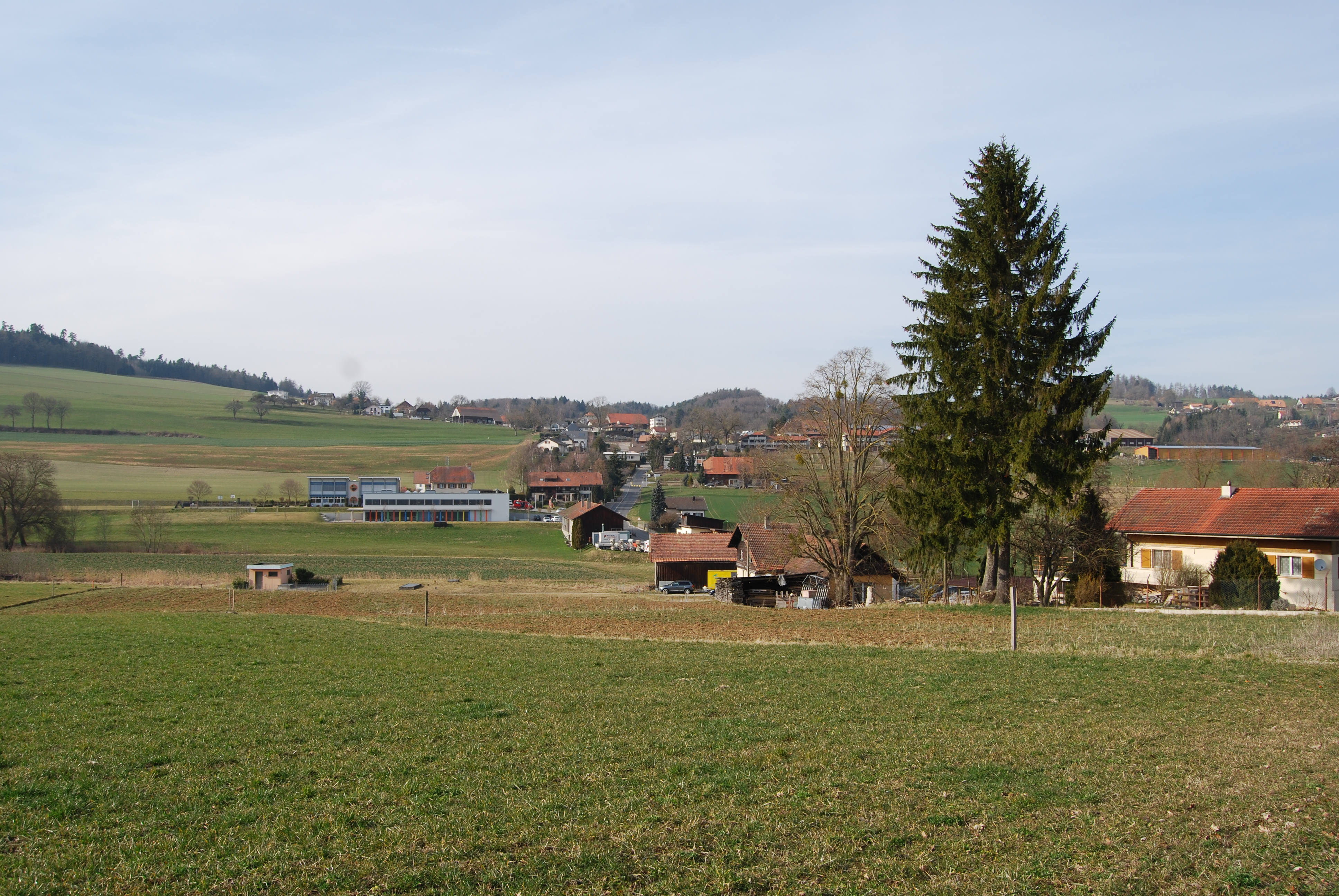
Lossy, La Sonnaz